# Synagoge (Heřmanův Městec)

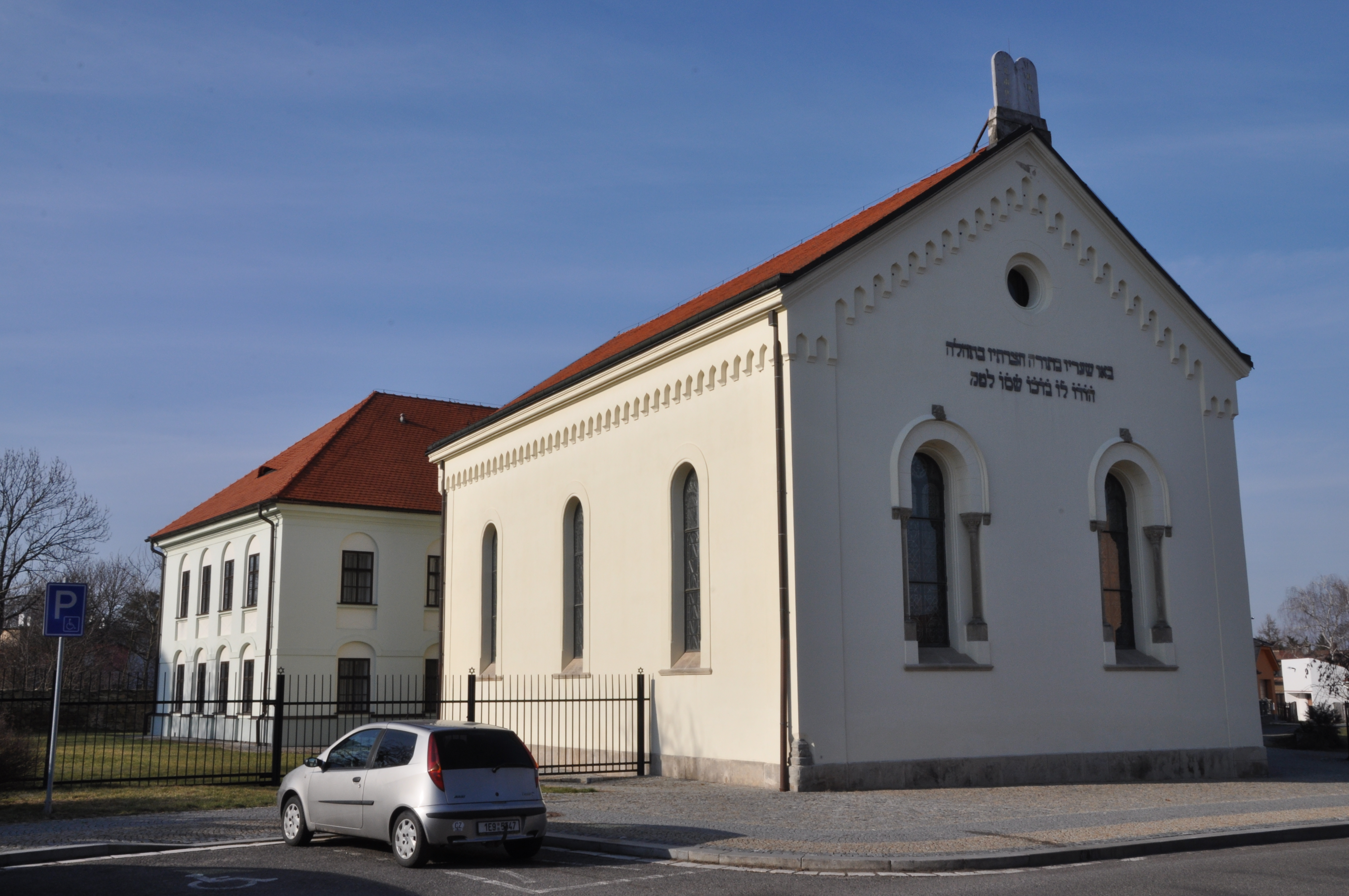
Synagoge in Heřmanův Městec

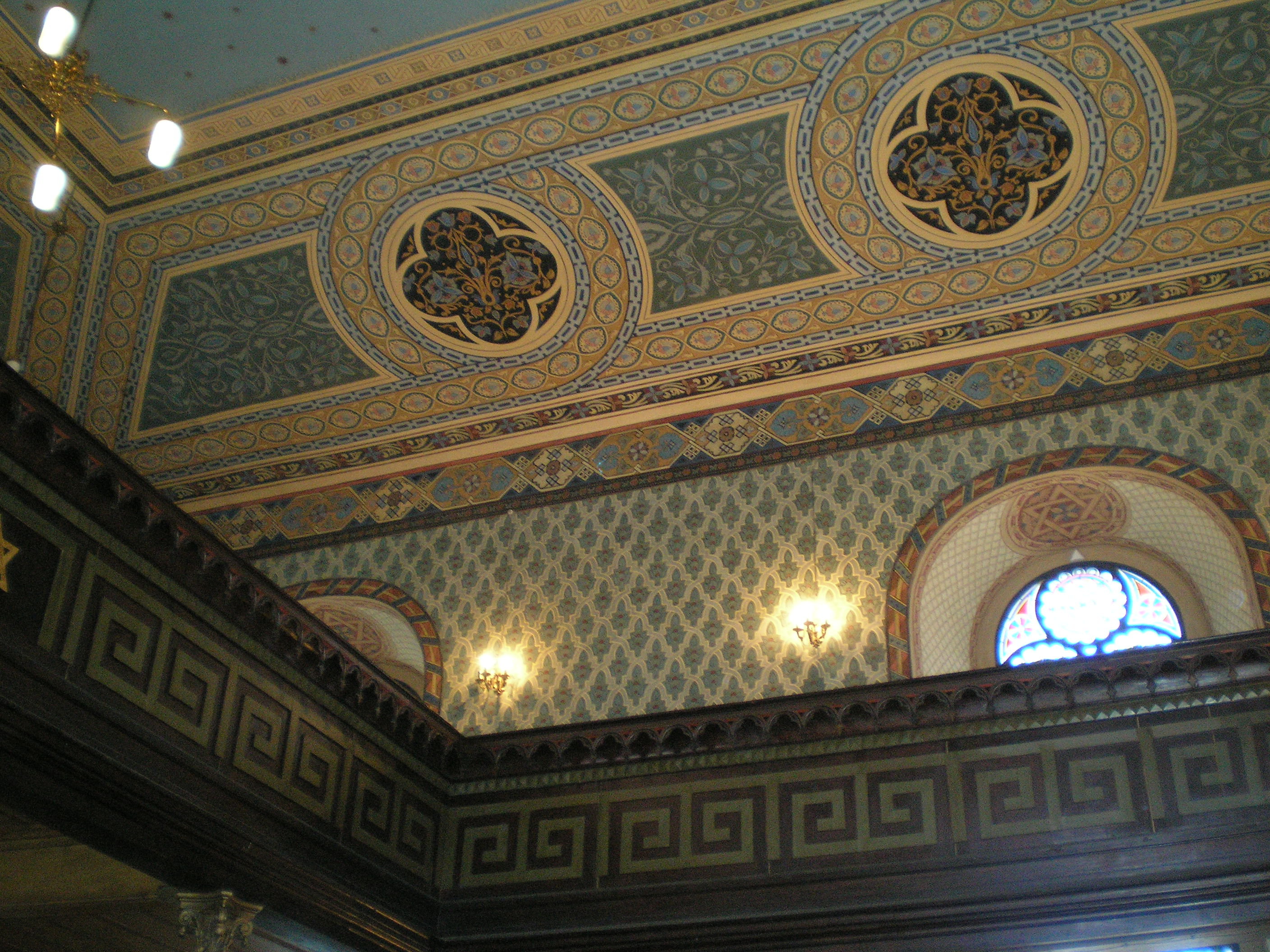
Innenansicht mit Empore

Die Synagoge in Heřmanův Městec (deutsch Hermannstädtel), einer tschechischen Stadt im ostböhmischen Okres Chrudim, wurde Mitte des 18. Jahrhunderts errichtet. Die profanierte Synagoge ist seit 1991 ein geschütztes Kulturdenkmal.
Die Synagoge wurde beim Umbau 1870 mit neoromanischen Stilelementen versehen. Das dahinter stehende Schulgebäude wurde zehn Jahre zuvor errichtet. 
Das umfassend renovierte Synagogengebäude wird seit 2001 für Konzerte, Hochzeiten und andere Feiern genutzt.